# Lijst van spelers van Ruch Chorzów
Deze lijst bevat voetballers die bij de Poolse voetbalclub Ruch Chorzów spelen of gespeeld hebben. De namen zijn alfabetisch gerangschikt.

## A
- Ireneusz Adamski
- Lukasz Adamski
- Henryk Alszer

## B
- Marcel Baban
- Bartlomiej Babiarz
- Jan Badura
- Arkadiusz Bąk
- Miroslaw Bąk
- Pavol Balaz
- Grzegorz Baran
- Dawid Bartos
- Henryk Bartyla
- Marcin Baszczyński
- Jacek Bednarz
- Jan Benigier
- Stefan Białas
- Krzysztof Bizacki
- Artur Blazejewski
- Henryk Bolesta
- Grzegorz Bonk
- Oskar Brajter
- Walter Brom
- Grzegorz Bronowicki
- Michał Brzozowski
- Tomasz Brzyski
- Bronek Bula
- Andrzej Buncol

## C
- Ewald Cebula
- Edward Cecot
- Romuald Chojnacki
- Gerard Cieślik
- Piotr Ćwielong
- Piotr Czaja

## D
- Roman Dabrowski
- Łukasz Derbich
- Grzegorz Domzalski
- Miroslav Dreszer
- Piotr Drzewiecki
- Daniel Dubicki
- Piotr Duda
- Karol Dziwisz
- Željko Đokić

## F
- Eugeniusz Faber
- Martin Fabuš
- Daniel Feruga
- Bartosz Flis
- Dariusz Fornalak
- Tomasz Foszmańczyk

## G
- Krzysztof Gawara
- Dariusz Gęsior
- Edmund Giemsa
- Radoslaw Gilewicz
- Toni Golem
- Józef Gomoluch
- Grzegorz Goncerz
- Damian Gorawski
- Robert Gorski
- Rafał Grodzicki
- Waldemar Grzanka
- Rafał Grzelak
- Dariusz Grzesik
- Wojciech Grzyb
- Slawomir Gula

## H
- Michal Haftkowski

## J
- Tadeusz Jakubczyk
- Ariel Jakubowski
- Bartlomiej Jamróz
- Maciej Jankowski
- Łukasz Janoszka
- Slawomir Jarczyk
- Remigiusz Jezierski
- Mamia Jikia
- Janusz Jojko
- Toni Jurjev

## K
- Krzysztof Kajrys
- Roman Kasprzyk
- Piotr Kieruzel
- Marcin Klaczka
- Andrej Komac
- Józef Kopicera
- Damian Krajanowski
- Eugeniusz Kubicki
- Aleksandr Kuchma
- Tomasz Kulawik
- Rafal Kwiecinski

## L
- Piotr Lech
- Paweł Lesik
- Lilo
- Andrzej Limanowski
- Aaran Lines
- Paweł Lisowski
- Edward Lorens
- Alojzy Lysko
- Przemysław Łudziński

## M
- Łukasz Madej
- Jan Madry
- Marcin Makuch
- Marcin Malinowski
- Tadeusz Malnowicz
- Joachim Marx
- Mariusz Masternak
- Zygmunt Maszczyk
- Damian Matras
- Marek Matuszek
- Jacek Matyja
- Radoslaw Mikolajek
- Grazvydas Mikulenas
- Henryk Mikunda
- Robert Mioduszewski
- Maciej Mizgajski
- Maciej Mizia
- Tomasz Moskała
- Piotr Mosor

## N
- Janusz Nawrocki
- Andrzej Niedzielan
- Antoni Nieroba
- Jovan Ninkovic
- Marcin Nowacki
- Sebastian Nowak
- Krzysztof Nykiel

## O
- Sebastian Olszar
- Michał Osiński
- Marian Ostafinski
- Tomasz Owczarek

## P
- Hubert Pala
- Slawomir Paluch
- Matko Perdijić
- Michal Peskovic
- Piotr Petasz
- Teodor Peterek
- Arkadiusz Piech
- Egon Piechaczek
- Antoni Piechniczek
- Zygmunt Pieda
- Henryk Pietrek
- Krzysztof Pilarz
- Eugeniusz Pohl
- Kazimierz Polok
- Michal Probierz
- Jan Przecherka
- Michał Pulkowski

## R
- Piotr Rowicki
- Jan Rudnow

## S
- Maciej Sadlok
- Maciej Scherfchen
- Jan Schmidt
- Andrzej Sermak
- Pawel Sibik
- Mieczyslaw Siemierski
- Grzegorz Skwara
- Krzysztof Smoliński
- Franciszek Smuda
- Marcin Sobczak
- Adrian Sobczyński
- Artur Sobiech
- Jozef Sobota
- Tomasz Sokolowski
- Mariusz Srutwa
- Edward Stanford
- Piotr Stawarczyk
- Patryk Stefański
- Michał Steinke
- Gabor Straka
- Mateusz Struski
- Marek Suker
- Łukasz Surma
- Czeslaw Suszczyk
- Damian Świerblewski
- Grzegorz Szeliga
- Mieczyslaw Szewczyk
- Tomasz Szuflita
- Krystian Szuster
- Rafal Szwed
- Edward Szymkowiak
- Marek Szyndrowski

## T
- Bartosz Tarachulski
- Maciej Terlecki
- Franciszek Tim

## U
- Mariusz Unierzyski
- Ewald Urban

## W
- Krzysztof Walczak
- Waldemar Waleszczyk
- Krystian Walot
- Jozef Wandzik
- Krzysztof Warzycha
- Witold Wawrzyczek
- Sergiusz Wiechowski
- Jakub Wierzchowski
- Ernest Wilimowski
- Jan Wisniewski
- Marek Wlecialowski
- Piotr Wlodarczyk
- Gerard Wodarz
- Jan Wos
- Leszek Wrona
- Jerzy Wyrobek
- Ryszard Wyrobek

## Z
- Marcin Zając
- Marek Zienczuk
- Janusz Zmijewski